# مغرافة الهملايا
مغرافة الهملايا (الاسم العلمي:Scapania himalayica) هي نوع من النباتات تتبع جنس المغرافة من الفصيلة المغرافية.